# Oberdonven
Oberdonven (en luxemburguès: Uewerdonwen) és una vila de la comuna de Flaxweiler, situada al districte de Grevenmacher del cantó de Grevenmacher. Està a uns 20 km de distància de la ciutat de Luxemburg.